# Gran Premio motociclistico del Portogallo 2024
Il Gran Premio motociclistico del Portogallo 2024 è stata la seconda prova del motomondiale del 2024. Le vittorie nelle quattro classi sono andate a: Maverick Viñales nella Sprint e Jorge Martín nella gara della MotoGP, Arón Canet in Moto2, Daniel Holgado in Moto3, Nicholas Spinelli e Mattia Casadei nelle due gare della MotoE.
Per Pedro Acosta si tratta del primo podio nella classe regina, diventando così, a soli 19 anni e 304 giorni, il terzo pilota più giovane a podio dopo Randy Mamola ed Eduardo Salatino.
Per Arón Canet si tratta della prima vittoria in Moto2, al suo quinto anno nella categoria.

## Prove e qualifiche

### MotoE
La prima sessione di prove libere è caratterizzata dalla pioggia con tempi, di conseguenza, molto alti ed Alessandro Zaccone che fa segnare il miglior tempo della sessione. Nell'altra sessione di prove libere, il più veloce è il Campione del Mondo in carica Mattia Casadei con la sua LCR E-Team che taglia il traguardo in 1'47"389.
In qualifica, la Pole Position va al suo compagno di squadra Eric Granado che fa segnare la miglior prestazione in 1'46"470; ecco i risultati dei primi cinque classificati:
| Pos | Nº | Pilota             | Team               | Tempo    |
| --- | -- | ------------------ | ------------------ | -------- |
| 1   | 51 | Eric Granado       | LCR E-Team         | 1'46.470 |
| 2   | 29 | Nicholas Spinelli  | Tech3 E-Racing     | 1'46.537 |
| 3   | 40 | Mattia Casadei     | LCR E-Team         | 1'46.586 |
| 4   | 4  | Héctor Garzó       | Dynavolt Intact GP | 1'46.763 |
| 5   | 61 | Alessandro Zaccone | Tech3 E-Racing     | 1'46.775 |

### Moto3
La sessione di prove libere viene cancellata a causa del meteo e delle condizioni del tracciato. Nelle due sessioni di prequalifiche, nella combinata, l'australiano Joel Kelso del team BOE Motorsports fa segnare il miglior tempo in 1'47"175.
In qualifica, la Pole Position, la prima della sua carriera nel Motomondiale, va alla KTM di José Antonio Rueda in 1'46"379; ecco i risultati dei primi cinque classificati:
| Pos | Nº | Pilota             | Team                  | Tempo    |
| --- | -- | ------------------ | --------------------- | -------- |
| 1   | 99 | José Antonio Rueda | Red Bull KTM Ajo      | 1'46.379 |
| 2   | 66 | Joel Kelso         | BOE Motorsports       | 1'46.438 |
| 3   | 80 | David Alonso       | CFMoto Aspar Team     | 1'46.497 |
| 4   | 96 | Daniel Holgado     | Red Bull GASGAS Tech3 | 1'46.547 |
| 5   | 54 | Riccardo Rossi     | CIP Green Power       | 1'46.817 |

### Moto2
In Moto2 la sessione di prove libere così come le due sessioni di Pre-qualifiche, nelle combinata, vedono Manuel González del team Gresini dominare andando a segnare il miglior tempo in entrambe le prove, in Pre-qualifica in 1'41"716.
Anche in qualifica lo spagnolo si conferma il più veloce in pista e conquista la Pole Position, la prima per lui nel Motomondiale, in 1'41"514; ecco i risultati dei primi cinque classificati:
| Pos | Nº | Pilota          | Team                          | Tempo    |
| --- | -- | --------------- | ----------------------------- | -------- |
| 1   | 18 | Manuel González | QJMotor Gresini Moto2         | 1'41"514 |
| 2   | 54 | Fermín Aldeguer | Beta Tools SpeedUp            | 1'41"648 |
| 3   | 44 | Arón Canet      | Fantic Racing                 | 1'41"713 |
| 4   | 21 | Alonso López    | Beta Tools SpeedUp            | 1'41"929 |
| 5   | 16 | Joe Roberts     | OnlyFans American Racing Team | 1'42"031 |

### MotoGP
Nella prima delle due sessioni di prove libere il tempo migliore lo segna la Gresini di Marc Márquez in 1'40"484. Nella sessione Pre-qualifica il pilota più veloce in pista è Enea Bastianini sulla Ducati ufficiale, in 1'38"057. Nella seconda sessione di prove libere il miglior tempo è dell'Aprilia numero 12 di Maverick Viñales in 1'38"720.
Nel Q1 passano il taglio Álex Márquez ed il Rookie Pedro Acosta. Nel Q2 il miglior giro è in 1'37"706, fatto segnare da Enea Bastianini che si prende la Pole Position che gli mancava dall'agosto 2022 in Austria, seguito dall'Aprilia di Maverick Viñales e dalla Pramac di Jorge Martín. Di seguito i risultati delle qualifiche:
| Pos. | Nº | Pilota                | Team                         | Tempo     | Tempo       |
| Pos. | Nº | Pilota                | Team                         | Q1        | Q2          |
| ---- | -- | --------------------- | ---------------------------- | --------- | ----------- |
| 1    | 23 | Enea Bastianini       | Ducati Lenovo Team           | Già in Q2 | 1'37.706    |
| 2    | 12 | Maverick Viñales      | Aprilia Racing               | Già in Q2 | 1'37.788    |
| 3    | 89 | Jorge Martín          | Prima Pramac Racing          | Già in Q2 | 1'37.812    |
| 4    | 1  | Francesco Bagnaia     | Ducati Lenovo Team           | Già in Q2 | 1'37.922    |
| 5    | 43 | Jack Miller           | Red Bull KTM Factory Racing  | Già in Q2 | 1'38.032    |
| 6    | 72 | Marco Bezzecchi       | Pertamina Enduro VR46 Racing | Già in Q2 | 1'38.072    |
| 7    | 31 | Pedro Acosta          | Red Bull GASGAS Tech3        | 1'38.065  | 1'38.138    |
| 8    | 93 | Marc Márquez          | Gresini Racing               | Già in Q2 | 1'38.147    |
| 9    | 20 | Fabio Quartararo      | Monster Energy Yamaha        | Già in Q2 | 1'38.322    |
| 10   | 33 | Brad Binder           | Red Bull KTM Factory Racing  | Già in Q2 | 1'38.412    |
| 11   | 42 | Álex Rins             | Monster Energy Yamaha        | Già in Q2 | 1'38.502    |
| 12   | 73 | Álex Márquez          | Gresini Racing               | 1'38.060  | Senza tempo |
| 13   | 41 | Aleix Espargaró       | Aprilia Racing               | 1'38.279  |             |
| 14   | 49 | Fabio Di Giannantonio | Pertamina Enduro VR46 Racing | 1'38.309  |             |
| 15   | 88 | Miguel Oliveira       | Trackhouse Racing            | 1'38.385  |             |
| 16   | 25 | Raúl Fernández        | Trackhouse Racing            | 1'38.448  |             |
| 17   | 21 | Franco Morbidelli     | Prima Pramac Racing          | 1'38.454  |             |
| 18   | 37 | Augusto Fernández     | Red Bull GASGAS Tech3        | 1'38.934  |             |
| 19   | 5  | Johann Zarco          | Castrol Honda LCR            | 1'39.004  |             |
| 20   | 36 | Joan Mir              | Repsol Honda                 | 1'39.025  |             |
| 21   | 30 | Takaaki Nakagami      | Idemitsu Honda LCR           | 1'39.058  |             |
| 22   | 10 | Luca Marini           | Repsol Honda                 | 1'39.451  |             |

## Gare

### MotoGP

#### Sprint
Podio tutto spagnolo nella gara Sprint del sabato che vede vincere l'Aprilia numero 12 di Maverick Viñales, la prima della sua carriera, davanti alla Gresini Racing di Marc Márquez e a Jorge Martín. Giù dal podio, nuovamente in quarta posizione Bagnaia dopo un errore mentre si trovava in testa alla gara, primi punti stagionali per Jack Miller con la KTM chiudendo quinto, sesto il Poleman Bastianini, settimo Acosta, ottava posizione per Aleix Espargaró e chiude la zona punti la Yamaha di Fabio Quartararo. Di seguito i risultati della gara Sprint:

##### Arrivati al traguardo
| Pos. | Nº | Pilota            | Squadra                      | Motocicletta       | Giri | Tempo     | Griglia | Punti |
| ---- | -- | ----------------- | ---------------------------- | ------------------ | ---- | --------- | ------- | ----- |
| 1º   | 12 | Maverick Viñales  | Aprilia Racing               | Aprilia RS-GP      | 12   | 19'49"636 | 2º      | 12    |
| 2º   | 93 | Marc Márquez      | Gresini Racing               | Ducati Desmosedici | 12   | +1.039    | 8º      | 9     |
| 3º   | 89 | Jorge Martín      | Prima Pramac Racing          | Ducati Desmosedici | 12   | +1.122    | 3º      | 7     |
| 4º   | 1  | Francesco Bagnaia | Ducati Lenovo Team           | Ducati Desmosedici | 12   | +4.155    | 4º      | 6     |
| 5º   | 43 | Jack Miller       | Red Bull KTM Factory Racing  | KTM RC16           | 12   | +4.329    | 5º      | 5     |
| 6º   | 23 | Enea Bastianini   | Ducati Lenovo Team           | Ducati Desmosedici | 12   | +4.384    | 1º      | 4     |
| 7º   | 31 | Pedro Acosta      | Red Bull GASGAS Tech3        | KTM RC16           | 12   | +5.088    | 7º      | 3     |
| 8º   | 41 | Aleix Espargaró   | Aprilia Racing               | Aprilia RS-GP      | 12   | +6.161    | 13º     | 2     |
| 9º   | 20 | Fabio Quartararo  | Monster Energy Yamaha        | Yamaha YZR-M1      | 12   | +7.501    | 9º      | 1     |
| 10º  | 25 | Raúl Fernández    | Trackhouse Racing            | Aprilia RS-GP      | 12   | +8.484    | 16º     |       |
| 11º  | 72 | Marco Bezzecchi   | Pertamina Enduro VR46 Racing | Ducati Desmosedici | 12   | +9.529    | 6º      |       |
| 12º  | 88 | Miguel Oliveira   | Trackhouse Racing            | Aprilia RS-GP      | 12   | +10.519   | 15º     |       |
| 13º  | 73 | Álex Márquez      | Gresini Racing               | Ducati Desmosedici | 12   | +11.458   | 12º     |       |
| 14º  | 36 | Joan Mir          | Repsol Honda                 | Honda RC213V       | 12   | +14.035   | 20º     |       |
| 15º  | 37 | Augusto Fernández | Red Bull GASGAS Tech3        | KTM RC16           | 12   | +14.853   | 18º     |       |
| 16º  | 21 | Franco Morbidelli | Prima Pramac Racing          | Ducati Desmosedici | 12   | +16.049   | 17º     |       |
| 17º  | 30 | Takaaki Nakagami  | LCR Honda Idemitsu           | Honda RC213V       | 12   | +16.398   | 21º     |       |
| 18º  | 10 | Luca Marini       | Repsol Honda                 | Honda RC213V       | 12   | +24.907   | 22º     |       |

##### Ritirati
| Nº | Pilota                | Squadra                      | Motocicletta       | Giri | Griglia |
| -- | --------------------- | ---------------------------- | ------------------ | ---- | ------- |
| 5  | Johann Zarco          | Castrol Honda LCR            | Honda RC213V       | 5    | 19º     |
| 49 | Fabio Di Giannantonio | Pertamina Enduro VR46 Racing | Ducati Desmosedici | 3    | 14º     |
| 33 | Brad Binder           | Red Bull KTM Factory Racing  | KTM RC16           | 3    | 10º     |
| 42 | Álex Rins             | Monster Energy Yamaha        | Yamaha YZR-M1      | 2    | 11º     |

#### Gara
Jorge Martín trova la sua sedicesima vittoria nel Motomondiale davanti ad Enea Bastianini, con anche il giro veloce, e alla GAS GAS Tech 3 di Pedro Acosta per la prima volta a podio nella Classe Regina, il terzo pilota più giovane della storia a riuscirci. Dietro di lui le due KTM ufficiali con Brad Binder davanti a Jack Miller, sesto Bezzecchi, Quartararo in settima posizione, ottavo come la Sprint Aleix Espargaró, nono il padrone di casa Miguel Oliveira con la sua Trackhouse, decimo posizione per Di Giannantonio, primi punti stagionali per Augusto Fernández che chiude undicesimo, dodicesima la migliore Honda con Joan Mir seguito dal connazionale Álex Rins, quattordicesime e quindicesime le due moto del Team LCR di Nakagami e Zarco. Ritirato Bagnaia in seguito ad un incidente con Marc Márquez, che riesce a proseguire ma termina fuori dai punti. Di seguito i risultati della gara:

##### Arrivati al traguardo
| Pos. | Nº | Pilota                | Squadra                      | Motocicletta       | Giri | Tempo     | Griglia | Punti |
| ---- | -- | --------------------- | ---------------------------- | ------------------ | ---- | --------- | ------- | ----- |
| 1º   | 89 | Jorge Martín          | Prima Pramac Racing          | Ducati Desmosedici | 25   | 41'18"138 | 3º      | 25    |
| 2º   | 23 | Enea Bastianini       | Ducati Lenovo                | Ducati Desmosedici | 25   | +0.882    | 1º      | 20    |
| 3º   | 31 | Pedro Acosta          | Red Bull GASGAS Tech3        | KTM RC16           | 25   | +5.362    | 7º      | 16    |
| 4º   | 33 | Brad Binder           | Red Bull KTM Factory Racing  | KTM RC16           | 25   | +11.129   | 10º     | 13    |
| 5º   | 43 | Jack Miller           | Red Bull KTM Factory Racing  | KTM RC16           | 25   | +16.437   | 5º      | 11    |
| 6º   | 72 | Marco Bezzecchi       | Pertamina Enduro VR46 Racing | Ducati Desmosedici | 25   | +19.403   | 6º      | 10    |
| 7º   | 20 | Fabio Quartararo      | Monster Energy Yamaha        | Yamaha YZR-M1      | 25   | +20.130   | 9º      | 9     |
| 8º   | 41 | Aleix Espargaró       | Aprilia Racing               | Aprilia RS-GP      | 25   | +21.549   | 13º     | 8     |
| 9º   | 88 | Miguel Oliveira       | Trackhouse Racing            | Aprilia RS-GP      | 25   | +23.929   | 15º     | 7     |
| 10º  | 49 | Fabio Di Giannantonio | Pertamina Enduro VR46 Racing | Ducati Desmosedici | 25   | +28.195   | 14º     | 6     |
| 11º  | 37 | Augusto Fernández     | Red Bull GASGAS Tech3        | KTM RC16           | 25   | +28.244   | 18º     | 5     |
| 12º  | 36 | Joan Mir              | Repsol Honda                 | Honda RC213V       | 25   | +29.271   | 20º     | 4     |
| 13º  | 42 | Álex Rins             | Monster Energy Yamaha        | Yamaha YZR-M1      | 25   | +31.334   | 11º     | 3     |
| 14º  | 30 | Takaaki Nakagami      | Idemitsu Honda LCR           | Honda RC213V       | 25   | +34.932   | 21º     | 2     |
| 15º  | 5  | Johann Zarco          | Castrol Honda LCR            | Honda RC213V       | 25   | +38.267   | 19º     | 1     |
| 16º  | 93 | Marc Márquez          | Gresini Racing               | Ducati Desmosedici | 25   | +40.174   | 8º      |       |
| 17º  | 10 | Luca Marini           | Repsol Honda                 | Honda RC213V       | 25   | +40.775   | 22º     |       |
| 18º  | 21 | Franco Morbidelli     | Prima Pramac Racing          | Ducati Desmosedici | 25   | +52.362   | 18º     |       |

##### Ritirati
| Nº | Pilota            | Squadra           | Motocicletta       | Giri | Griglia |
| -- | ----------------- | ----------------- | ------------------ | ---- | ------- |
| 12 | Maverick Viñales  | Aprilia Racing    | Aprilia RS-GP      | 24   | 2º      |
| 1  | Francesco Bagnaia | Ducati Lenovo     | Ducati Desmosedici | 23   | 4º      |
| 73 | Álex Márquez      | Gresini Racing    | Ducati Desmosedici | 17   | 12º     |
| 25 | Raúl Fernández    | Trackhouse Racing | Aprilia RS-GP      | 3    | 16º     |

### Moto2
Arón Canet riesce a portarsi a casa la vittoria, la prima nella categoria dopo ben 5 anni dal suo debutto in essa. Conclude secondo Joe Roberts con l'American Racing Team mentre chiude il podio Manuel González dopo essere partito primo. Dopo un doppio long-lap penalty, Fermín Aldeguer riesce a rimontare fino alla quarta posizione davanti alle due MT Helmets di Ai Ogura e Sergio García, mentre Celestino Vietti, migliore degli italiani, chiude in settima posizione mentre Tony Arbolino chiude dodicesimo. Di seguito i risultati della gara:

#### Arrivati al traguardo
| Pos | Nº | Pilota                  | Squadra                         | Motocicletta | Giri | Tempo     | Griglia | Punti |
| --- | -- | ----------------------- | ------------------------------- | ------------ | ---- | --------- | ------- | ----- |
| 1°  | 44 | Arón Canet              | Fantic Racing                   | Kalex        | 21   | 36'03"959 | 3º      | 25    |
| 2°  | 16 | Joe Roberts             | OnlyFans American Racing Team   | Kalex        | 21   | +2.059    | 5º      | 20    |
| 3°  | 18 | Manuel González         | QJMotor Gresini Moto2           | Kalex        | 21   | +2.610    | 1º      | 16    |
| 4°  | 54 | Fermín Aldeguer         | Beta Tools Speed Up             | Boscoscuro   | 21   | +3.212    | 2º      | 13    |
| 5°  | 79 | Ai Ogura                | MT Helmets - MSi                | Boscoscuro   | 21   | +3.728    | 7º      | 11    |
| 6°  | 3  | Sergio García           | MT Helmets - MSi                | Boscoscuro   | 21   | +6.716    | 8º      | 10    |
| 7°  | 13 | Celestino Vietti        | Red Bull KTM Ajo                | Kalex        | 21   | +7.288    | 14º     | 9     |
| 8°  | 75 | Albert Arenas           | QJMotor Gresini Moto2           | Kalex        | 21   | +7.663    | 6º      | 8     |
| 9°  | 24 | Marcos Ramírez          | OnlyFans American Racing Team   | Kalex        | 21   | +7.758    | 11º     | 7     |
| 10° | 35 | Somkiat Chantra         | Idemitsu Honda Team Asia        | Kalex        | 21   | +8.728    | 9º      | 6     |
| 11° | 52 | Jeremy Alcoba           | Yamaha VR46 Master Camp Team    | Kalex        | 21   | +8.913    | 10º     | 5     |
| 12° | 14 | Tony Arbolino           | Elf Marc VDS Racing Team        | Kalex        | 21   | +10.072   | 12º     | 4     |
| 13° | 7  | Barry Baltus            | RW-Idrofoglia Racing GP         | Kalex        | 21   | +10.707   | 16º     | 3     |
| 14° | 81 | Senna Agius             | Liqui Moly Husqvarna Intact GP  | Kalex        | 21   | +16.739   | 13º     | 2     |
| 15° | 15 | Darryn Binder           | Liqui Moly Husqvarna Intact GP  | Kalex        | 21   | +17.945   | 20º     | 1     |
| 16° | 64 | Bo Bendsneyder          | Pertamina Mandalika GAS UP Team | Kalex        | 21   | +18.071   | 18º     |       |
| 17° | 71 | Dennis Foggia           | Italtrans Racing Team           | Kalex        | 21   | +21.666   | 15º     |       |
| 18° | 10 | Diogo Moreira           | Italtrans Racing Team           | Kalex        | 21   | +21.891   | 17º     |       |
| 19° | 84 | Zonta van den Goorbergh | RW-Idrofoglia Racing GP         | Kalex        | 21   | +23.387   | 19º     |       |
| 20° | 53 | Deniz Öncü              | Red Bull KTM Ajo                | Kalex        | 21   | +26.523   | 25º     |       |
| 21° | 5  | Jaume Masiá             | Pertamina Mandalika GAS UP Team | Kalex        | 21   | +33.994   | 23º     |       |
| 22° | 28 | Izan Guevara            | CFMoto Inde Aspar Team          | Kalex        | 21   | +41.234   | 22º     |       |
| 23° | 34 | Mario Suryo Aji         | Idemitsu Honda Team Asia        | Kalex        | 21   | +41.336   | 27º     |       |
| 24° | 11 | Álex Escrig             | Klint Forward Factory Team      | Forward      | 21   | +55.477   | 24º     |       |
| 25° | 21 | Alonso López            | Beta Tools Speed Up             | Boscoscuro   | 21   | +1 giro   | 4º      |       |

#### Ritirati
| Nº | Pilota          | Squadra                      | Motocicletta | Giri | Griglia |
| -- | --------------- | ---------------------------- | ------------ | ---- | ------- |
| 22 | Ayumu Sasaki    | Yamaha VR46 Master Camp Team | Kalex        | 15   | 21º     |
| 20 | Xavier Cardelús | Fantic Racing                | Kalex        | 9    | 26º     |

#### Non partiti
| Nº | Pilota         | Squadra                    | Motocicletta |
| -- | -------------- | -------------------------- | ------------ |
| 43 | Xavier Artigas | Klint Forward Factory Team | Forward      |
| 96 | Jake Dixon     | CFMoto Inde Aspar Team     | Kalex        |

### Moto3
Daniel Holgado si porta a casa la sua quarta vittoria in carriera nel Motomondiale, la seconda vittoria consecutiva in Portogallo, davanti a José Antonio Rueda di soli 44 millesimi e ad Iván Ortolá, al primo podio con la nuova squadra. Quarto chiude David Alonso, vincitore dello scorso Gran Premio, quinto l'australiano Joel Kelso, sesto Collin Veijer e in settima posizione Stefano Nepa, migliore degli italiani. Di seguito i risultati della gara:

#### Arrivati al traguardo
| Pos | Nº | Pilota               | Squadra                        | Motocicletta  | Giri | Tempo     | Griglia | Punti |
| --- | -- | -------------------- | ------------------------------ | ------------- | ---- | --------- | ------- | ----- |
| 1°  | 96 | Daniel Holgado       | Red Bull GASGAS Tech3          | KTM RC 250 GP | 19   | 34'09"038 | 4º      | 25    |
| 2°  | 99 | José Antonio Rueda   | Red Bull KTM Ajo               | KTM RC 250 GP | 19   | +0.044    | 1º      | 20    |
| 3°  | 48 | Iván Ortolá          | MT Helmets - MSi               | KTM RC 250 GP | 19   | +0.820    | 7º      | 16    |
| 4°  | 80 | David Alonso         | CFMoto Gaviota Aspar Team      | CFMoto        | 19   | +2.218    | 3º      | 13    |
| 5°  | 66 | Joel Kelso           | BOE Motorsports                | KTM RC 250 GP | 19   | +2.246    | 2º      | 11    |
| 6°  | 95 | Collin Veijer        | Liqui Moly Husqvarna Intact GP | Husqvarna     | 19   | +2.263    | 6º      | 10    |
| 7°  | 82 | Stefano Nepa         | LevelUp - MTA                  | KTM RC 250 GP | 19   | +4.499    | 10º     | 9     |
| 8°  | 78 | Joel Esteban         | CFMoto Gaviota Aspar Team      | CFMoto        | 19   | +5.430    | 11º     | 8     |
| 9°  | 64 | David Muñoz          | BOE Motorsports                | KTM RC 250 GP | 19   | +16.018   | 13º     | 7     |
| 10° | 31 | Adrián Fernández     | Leopard Racing                 | Honda NSF250R | 19   | +16.143   | 15º     | 6     |
| 11° | 12 | Jacob Roulstone      | Red Bull GASGAS Tech3          | KTM RC 250 GP | 19   | +16.213   | 14º     | 5     |
| 12° | 24 | Tatsuki Suzuki       | Liqui Moly Husqvarna Intact GP | Husqvarna     | 19   | +20.682   | 20º     | 4     |
| 13° | 21 | Vicente Pérez        | Red Bull KTM Ajo               | KTM RC 250 GP | 19   | +20.776   | 18º     | 3     |
| 14° | 19 | Scott Ogden          | MLav Racing                    | Honda NSF250R | 19   | +21.163   | 9º      | 2     |
| 15° | 10 | Nicola Fabio Carraro | LevelUp - MTA                  | KTM RC 250 GP | 19   | +21.172   | 16º     | 1     |
| 16° | 7  | Filippo Farioli      | SIC58 Squadra Corse            | Honda NSF250R | 19   | +23.285   | 8º      |       |
| 17° | 72 | Taiyo Furusato       | Honda Team Asia                | Honda NSF250R | 19   | +32.751   | 21º     |       |
| 18° | 70 | Joshua Whatley       | MLav Racing                    | Honda NSF250R | 19   | +38.600   | 22º     |       |
| 19° | 55 | Noah Dettwiler       | CIP Green Power                | KTM RC 250 GP | 19   | +42.061   | 25º     |       |
| 20° | 5  | Tatchakorn Buasri    | Honda Team Asia                | Honda NSF250R | 19   | +53.561   | 23º     |       |
| 21° | 71 | Hamad Al Sahouti     | Rivacold Snipers Team          | Honda NSF250R | 19   | +70.193   | 24º     |       |
| 22° | 58 | Luca Lunetta         | SIC58 Squadra Corse            | Honda NSF250R | 19   | +85.798   | 26º     |       |

#### Ritirati
| Nº | Pilota          | Squadra          | Motocicletta  | Giri | Griglia |
| -- | --------------- | ---------------- | ------------- | ---- | ------- |
| 54 | Riccardo Rossi  | CIP Green Power  | KTM RC 250 GP | 14   | 5º      |
| 6  | Ryusei Yamanaka | MT Helmets - MSi | KTM RC 250 GP | 0    | 17º     |
| 36 | Ángel Piqueras  | Leopard Racing   | Honda NSF250R | 0    | 19º     |

#### Squalificati
| Nº | Pilota          | Squadra               | Motocicletta  | Griglia |
| -- | --------------- | --------------------- | ------------- | ------- |
| 18 | Matteo Bertelle | Rivacold Snipers Team | Honda NSF250R | 12º     |

### MotoE

#### Gara 1

##### Arrivati al traguardo
| Pos. | Nº | Pilota            | Squadra                       | Giri | Tempo     | Griglia | Punti |
| ---- | -- | ----------------- | ----------------------------- | ---- | --------- | ------- | ----- |
| 1º   | 29 | Nicholas Spinelli | Tech3 E-Racing                | 7    | 12'32"726 | 2º      | 25    |
| 2º   | 4  | Héctor Garzó      | Dynavolt Intact GP            | 7    | +0.148    | 4º      | 20    |
| 3º   | 40 | Mattia Casadei    | LCR E-Team                    | 7    | +0.252    | 3º      | 16    |
| 4º   | 3  | Lukas Tulovic     | Dynavolt Intact GP            | 7    | +3.403    | 8º      | 13    |
| 5º   | 21 | Kevin Zannoni     | OpenBank Aspar Team           | 7    | +5.150    | 9º      | 11    |
| 6º   | 55 | Massimo Roccoli   | Ongetta SIC58 Squadra Corse   | 7    | +6.132    | 12º     | 10    |
| 7º   | 9  | Andrea Mantovani  | Klint Forward Factory Team    | 7    | +7.779    | 13º     | 9     |
| 8º   | 34 | Kevin Manfredi    | Ongetta SIC58 Squadra Corse   | 7    | +15.779   | 15º     | 8     |
| 9º   | 7  | Chaz Davies       | Aruba Cloud MotoE Racing Team | 7    | +15.837   | 16º     | 7     |
| 10º  | 80 | Armando Pontone   | Aruba Cloud MotoE Racing Team | 7    | +16.277   | 17º     | 6     |
| 11º  | 6  | María Herrera     | Klint Forward Factory Team    | 7    | +24.595   | 18º     | 5     |
| 12º  | 11 | Matteo Ferrari    | Felo Gresini MotoE            | 7    | +84.770   | 11º     | 4     |
| 13º  | 72 | Alessio Finello   | Felo Gresini MotoE            | 7    | +94.476   | 14º     | 3     |

##### Ritirati
| Nº | Pilota             | Squadra             | Giri | Griglia |
| -- | ------------------ | ------------------- | ---- | ------- |
| 77 | Miquel Pons        | Axxis - MSi         | 4    | 10º     |
| 81 | Jordi Torres       | OpenBank Aspar Team | 3    | 7º      |
| 61 | Alessandro Zaccone | Tech3 E-Racing      | 3    | 5º      |
| 99 | Óscar Gutiérrez    | Axxis - MSi         | 3    | 6º      |
| 51 | Eric Granado       | LCR E-Team          | 1    | 1º      |

#### Gara 2

##### Arrivati al traguardo
| Pos. | Nº | Pilota             | Squadra                       | Giri | Tempo     | Griglia | Punti |
| ---- | -- | ------------------ | ----------------------------- | ---- | --------- | ------- | ----- |
| 1º   | 40 | Mattia Casadei     | LCR E-Team                    | 7    | 12'31"599 | 3º      | 25    |
| 2º   | 4  | Héctor Garzó       | Dynavolt Intact GP            | 7    | +0.066    | 4º      | 20    |
| 3º   | 99 | Óscar Gutiérrez    | Axxis - MSi                   | 7    | +0.198    | 6º      | 16    |
| 4º   | 51 | Eric Granado       | LCR E-Team                    | 7    | +0.597    | 1º      | 13    |
| 5º   | 81 | Jordi Torres       | OpenBank Aspar Team           | 7    | +0.965    | 7º      | 11    |
| 6º   | 3  | Lukas Tulovic      | Dynavolt Intact GP            | 7    | +1.251    | 8º      | 10    |
| 7º   | 21 | Kevin Zannoni      | OpenBank Aspar Team           | 7    | +1.343    | 9º      | 9     |
| 8º   | 11 | Matteo Ferrari     | Felo Gresini MotoE            | 7    | +1.651    | 11º     | 8     |
| 9º   | 9  | Andrea Mantovani   | Klint Forward Factory Team    | 7    | +3.330    | 13º     | 7     |
| 10º  | 55 | Massimo Roccoli    | Ongetta SIC58 Squadra Corse   | 7    | +3.933    | 12º     | 6     |
| 11º  | 77 | Miquel Pons        | Axxis - MSi                   | 7    | +4.012    | 10º     | 5     |
| 12º  | 61 | Alessandro Zaccone | Tech3 E-Racing                | 7    | +4.061    | 5º      | 4     |
| 13º  | 72 | Alessio Finello    | Felo Gresini MotoE            | 7    | +13.066   | 14º     | 3     |
| 14º  | 34 | Kevin Manfredi     | Ongetta SIC58 Squadra Corse   | 7    | +13.445   | 15º     | 2     |
| 15º  | 7  | Chaz Davies        | Aruba Cloud MotoE Racing Team | 7    | +15.782   | 16º     | 1     |
| 16º  | 80 | Armando Pontone    | Aruba Cloud MotoE Racing Team | 7    | +15.785   | 17º     |       |
| 17º  | 6  | María Herrera      | Klint Forward Factory Team    | 7    | +20.843   | 18º     |       |

##### Ritirati
| Nº | Pilota            | Squadra        | Giri | Griglia |
| -- | ----------------- | -------------- | ---- | ------- |
| 29 | Nicholas Spinelli | Tech3 E-Racing | 2    | 2º      |